# スイカ (パレスチナの象徴)
スイカ（英語: Watermelon）は、パレスチナ人のアイデンティティを示す抗議行動や芸術作品における公への表現の象徴であり、パレスチナ領域のイスラエルによる占領に対する苦闘と抵抗を表している。

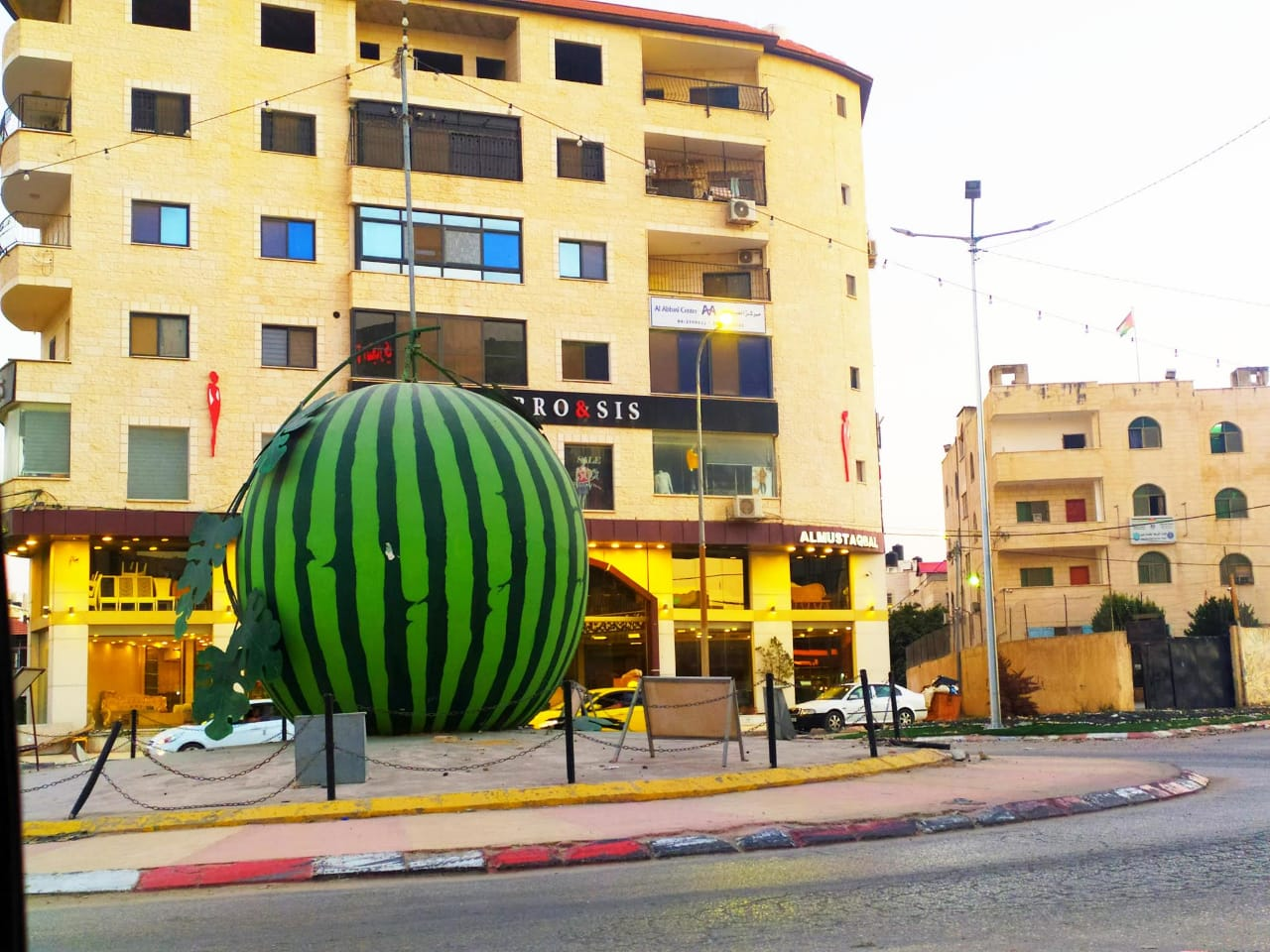
パレスチナ・ジニンのランドアバウトのスイカの彫刻 (2021年1月)

## 起源
赤、緑、白、黒の汎アラブ色で彩られたパレスチナ国旗の使用と掲揚は、イスラエルでは1967年から1993年まで禁止されており、地元で栽培されている同様の色彩のスイカがパレスチナの図像の代替として 何十年もの間使われてきた。1967年の第三次中東戦争の後、イスラエルはガザ地区とヨルダン川西岸地区でもパレスチナ国旗とその色彩の掲示を禁止し、イスラエル国防軍はそれを掲示した者を逮捕した。 
1993年、オスロ合意の一環として、イスラエルはパレスチナ国旗の禁止を解除した。しかし、パレスチナ国旗の掲示は違法ではなくなったものの、1993年以降も掲示された旗は引きずり降ろされるか、破り降ろされるなど、攻撃されるのが常だった。 

## 復活
2023年から2024年時点において、スイカのシンボルは復活を遂げており、スイカの絵文字 (🍉) とともに、さまざまなソーシャルメディア・プラットフォームでパレスチナへの支持や連帯を示す手段として活用する人が増えている。
ソーシャルメディアの投稿が、投稿者が気づかないうちに隠蔽される「シャドーバンニング」の行為は検出が難しいかもしれないが、中東のデジタル権のアドボカシーや非営利団体は、特にフェイスブックやインスタグラムのメタのプラットフォームにおいてパレスチナへの支持や連帯を示す投稿に対して明らかな偏見を観察したと主張している。オンラインユーザーたちは、自分の声の視認性を高め、シャドウバンニングを軽減するためにこのシンボル（スイカの絵文字）を取り入れている。スイカのシンボルは、ソーシャルメディアの検閲を回避する手段として機能している。

## ギャラリー

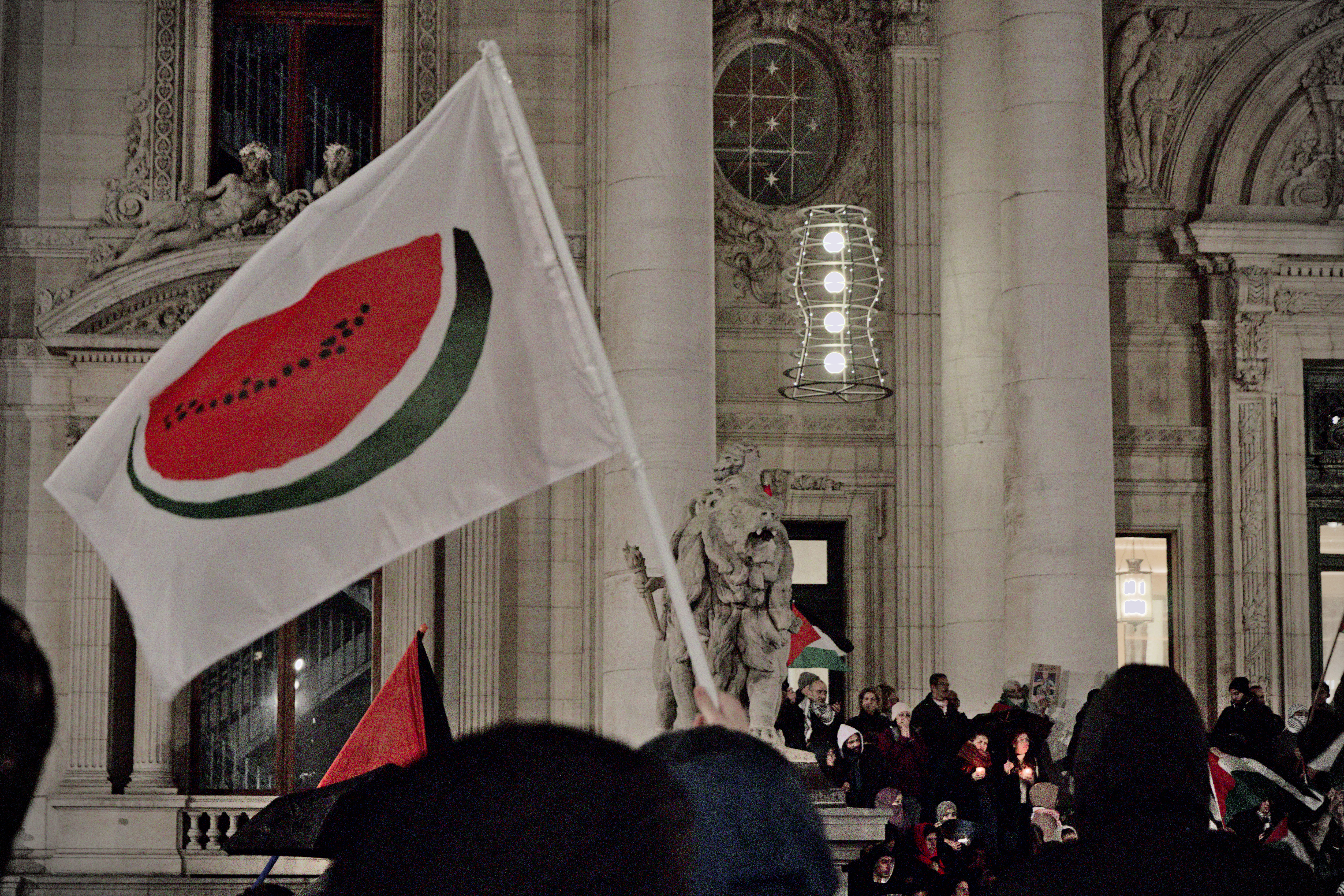
ブリュッセルでのパレスチナへの連帯の集会 (2023)
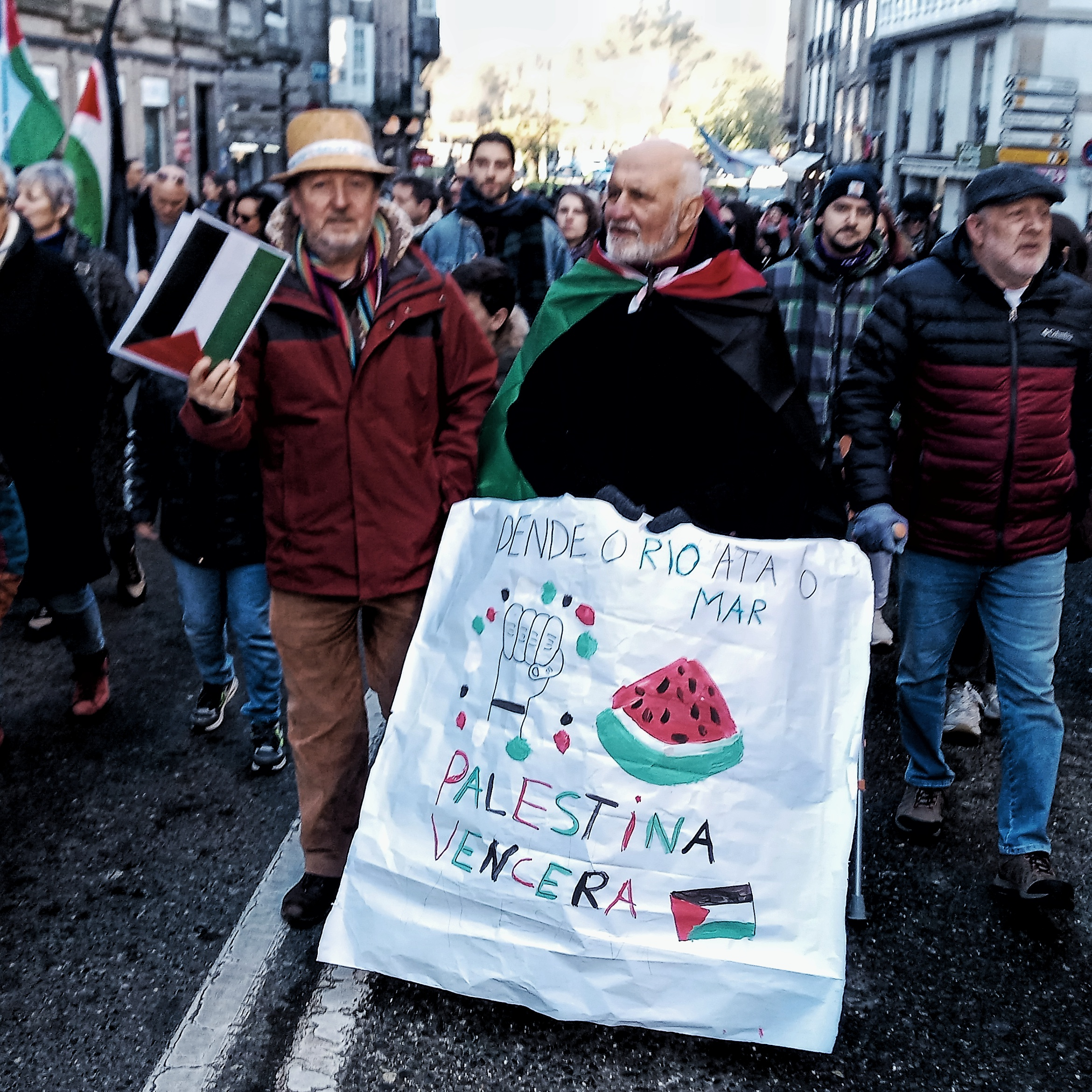
スペイン・サンティアゴ・デ・コンポステーラにおいて、パレスチナを支持する人たちによる抗議行動 (2023年12月17日)
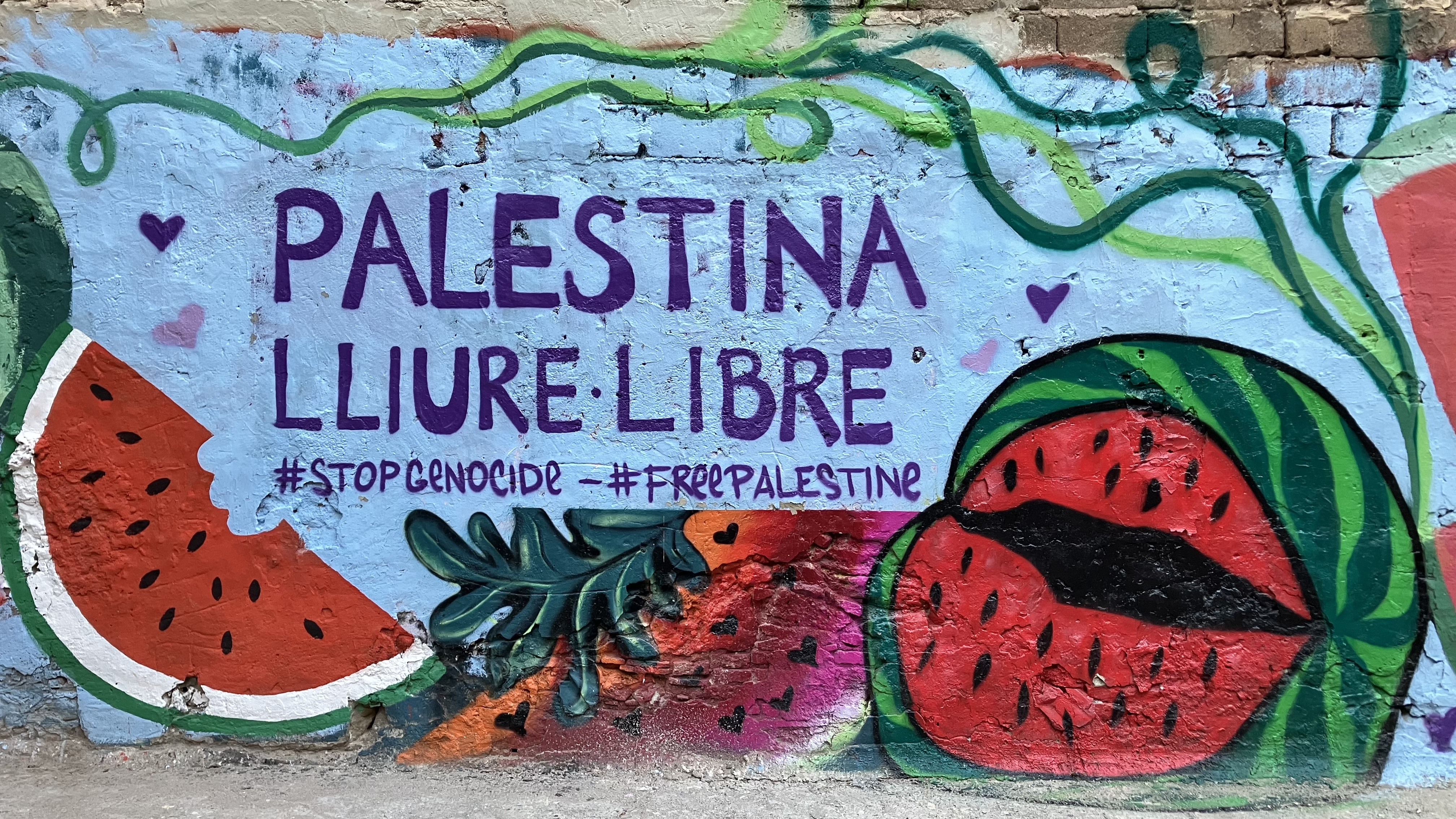
バルセロナの通りに面した壁に描かれた壁画